# 수코타이 역사 공원

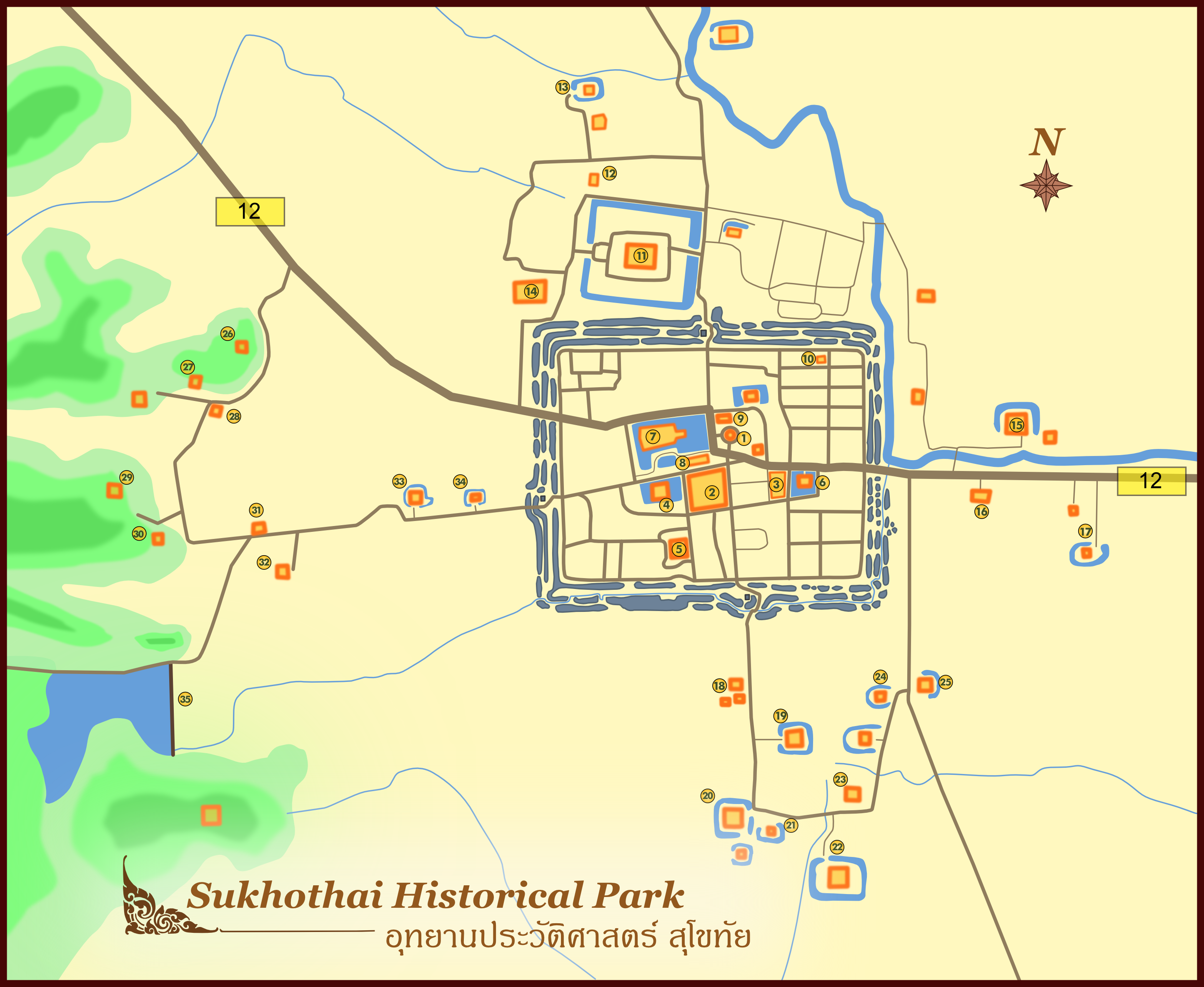

수코타이 역사 공원(Sukhothai Historical Park, อุทยานประวัติศาสตร์สุโขทัย)은 13~14세기 태국 북부의 수코타이 왕조의 수도인 수코타이에 여러 유적을 보유하고 있다.
수코타이는 13세기에 창건된 타이 최초의 수도로 타이 왕국의 탄생을 증언하는 유적들이 아름답게 조성된 넓은 정원속에 자리잡고 있다. 이곳에서는 거대한 번영의 도시였던 수코타이의 독특한 초창기 타이의 건축술의 진수를 만날 수 있다.

## 왓 마하탓
수코타이에서 가장 커다란 사원이다. 해자로 둘러싸여 있으며 예전에는 185개의 탑과 18군데의 예배당이 있던 곳으로, 왕실사원답게 왕궁터와 마주보며 서 있다. 여기저기 허물어져 내린 와중에도 ‘웃는 부처’라는 독특한 양식의 불상이 남아 있어 더욱 유명해졌다.